# Zerogone
Zerogone submissella es una especie de araña araneomorfa de la familia Linyphiidae. Es el único miembro del género monotípico Zerogone.

## Distribución
Se encuentra en  Rusia asiática en la cuenca del Río Amur.